# Heinrich VIII. von Ortenburg
Graf Heinrich VIII. (* 9. August 1594 auf Burg Waldeck bei Kemnath; † 29. August 1622 bei Fleurus, Belgien) war der Jüngste von drei Söhnen des Reichsgrafen Heinrich VII. von Ortenburg und dessen zweiter Gemahlin Johannetta, Freiin von Winneberg. Heinrich stammte aus dem bayerischen Adelshaus Ortenburg. Da er nicht erstgeborener Sohn war und im Grafengeschlecht die Senioratsnachfolge gesetzlich galt, war sein ältester Bruder Friedrich Casimir als erster Nachfolger Georgs IV. als Reichsgraf von Ortenburg erbberechtigt. Aus diesem Grund widmete sich Heinrich VIII. der Kriegskunst.

## Leben und Wirken
Heinrich VIII. wurde am 9. August auf Burg Waldeck geboren und im Glauben der reformierten Kirche getauft. Es ist anzunehmen, dass er den Großteil seiner Kindheit in der Herrschaft Waldeck verbrachte, dem Amtssitz seines Vaters Heinrich VII. Bereits in jungen Jahren soll er mit verantwortungsvollen Aufgaben betreut worden sein.
Im Jahre 1617 warb Graf Ludwig von Löwenstein um Hilfe für die Republik Venedig und deren Konflikt gegen Friaul. Heinrich folgte seinem Werben und begab sich an die holländische Küste zur Einschiffung. Über den Landweg war es nicht möglich nach Venedig zu gelangen, da die Reise durch Friaul geführt hätte. Graf Heinrich VIII. scheint das Kriegshandwerk mit seinen 23 Jahren bereits gut verstanden gehabt zu haben, da ihm eine Abteilung Fußvolk unterstellt wurde. Mit der Flottille Ludwigs, bestehend aus elf Schiffen, begann die Reise in Richtung Venedig. Jedoch als die Flottille ihr Ziel erreichte, hatten Friaul und Venedig ihren Konflikt bereits beigelegt. Damit die Reise für Heinrich VIII. nicht ganz umsonst war, fertigte dieser eine schön ausgearbeitete Seekarte, mit dem eingezeichneten Weg der Flottille, auf Pergament an. Damit wollte er seinen Standesgenossen seine außergewöhnlichen Fähigkeiten beweisen.

### Verteidigung Elbogens
Im selben Jahr erhielt Erzherzog Ferdinand II. die Königskrone Böhmens. Sein rigoroses Vorgehen gegen die protestantischen Stände des Königreiches löste mit dem Prager Fenstersturz am 27. Mai 1618 den Dreißigjährigen Krieg aus. Die böhmischen Stände setzten Ferdinand als König ab und wählten am 26. August 1619 Friedrich von der Pfalz zu ihrem neuen Herrscher. Durch die Absetzung Ferdinands erhofften sich die Stände dessen Kaiserkrönung zu verhindern. Dennoch wurde Ferdinand in Prag überraschend zum Kaiser gekrönt. Seither bekämpfte dieser eifrig die protestantischen Stände. Feldherr der katholischen Liga war Graf Johann t’Serclaes von Tilly, General des bayerischen Herzoges Maximilian I., auf protestantischer Seite führte Graf Peter Ernst II. von Mansfeld, ein Söldnerführer, die Truppenverbände an.
Graf Heinrich VIII. war inzwischen in die Dienste des Braunschweiger Herzoges Christian eingetreten. Er erhielt mit seinen 25 Jahren Befehl über 1000 Pferde. In Mansfelds Heer zog er über Eger, Elbogen, Karlsbad nach Prag. Am 8. November 1620 kam es zur Schlacht am Weißen Berge, dem großen Zusammenstoß zwischen dem Heer der Katholischen Liga und dem Heer der böhmischen Stände, wobei das böhmische Hauptheer unter Fürst Christian [d. Ä.] von Anhalt entscheidend geschlagen wurde. Mansfeld hatte sich auf Pilsen zurückgezogen, das er auch nach der böhmischen Niederlage noch monatelang behaupten konnte. Der böhmische Winterkönig, Kurfürst Friedrich V. von der Pfalz, floh daraufhin aus Böhmen, hielt aber an seinem böhmischen Königstitel fest.

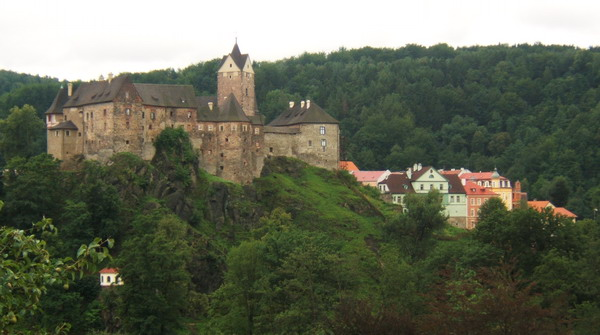
Die Burg und Stadt Loket, deutscher Name Elbogen.

Die Protestanten sahen ihre bevorstehende Niederlage schon vor Augen, Graf von Mansfeld jedoch noch nicht. Er verschanzte einige seiner Mannen an wichtigen Punkten im Egerland. Auf der Burg Elbogen und der darunter liegenden Stadt, tschechischer Name Loket, setzte Graf von Mansfeld Heinrich VIII. als Stadtkommandanten ein und ließ ihm eine Garnison als Unterstützung zurück. Mansfeld selbst zog weiter ins Erzgebirge.
Der Heerführer der katholischen Seite, Graf Tilly, war erzürnt, dass Mansfeld ihm bei der wichtigen Stadt Elbogen zuvorgekommen war. Dieser sandte sofort Truppen aus, um diese Stadt und Festung zu umstellen und belagern zu lassen. Als der Ortenburger von den herannahenden Truppen erfuhr, wollte er es den bayerischen Truppen nicht zu leicht machen und die Stadt nicht kampflos überlassen. So ließ er alle Häuser in der Vorstadt, außerhalb der Stadtmauer, demolieren und niederbrennen. Ebenso begann man in der Stadt Schanzkörbe herzustellen. Die Stadtmauern und Türme wurden ebenso besetzt. Heinrich VIII. schickte schließlich einen Boten zu Graf Mansfeld ins Erzgebirge und bat um Unterstützung.
Die bayerischen Truppen erreichten am 2. Februar Elbogen und positionierten sich auf einer Höhe gegenüber der Stadt. Dort ließ der Befehlshaber der Armee die Kanonenbatterien aufstellen. Fortan wurde die Stadt und die Burg unter Beschuss genommen. Am 28. März 1621 schrieb ein Befehlshaber des bayerischen Heeres, dass die Burg bisher als uneinnehmbar galt, da sie nur von einer Seite her zugänglich war, alle übrigen Seiten waren durch 30 Meter hohen Fels gesichert. Die Kanonen sollten die Stadt mürbe machen und zu Fall bringen.
Graf Heinrich VIII. hingegen ließ des Nachts die Breschen, die während des Tages in die Stadtmauern und Verteidigungswälle geschossen wurden, wieder auffüllen und schließen. Ein Ansturm der bayerischen Truppen wurde dadurch unmöglich gemacht. Der Beschuss der Stadt wurde bis zum 8. April fortgesetzt, ehe sich die Bayern unverrichteter Dinge zurückziehen mussten.
Vier Tage später, am Ostermontag, den 12. April 1621, kehrten die Bayern zurück und begannen erneut die Stadt zu beschießen. Ebenso traf eine sächsische Armee ein, welche mit den Bayern verbündet war. Diese begann am 19. April das Feuer auf die Burg zu eröffnen. Dennoch hatten die beiden Heere auch weiterhin keinen Erfolg die Stadt sturmreif zu schießen.
Der Feldmarschall der katholischen Liga, Graf Tilly, war über diese Nachricht erzürnt, auch die Hartnäckigkeit der Verteidiger war ihm ein Dorn im Auge. So zog er selbst mit einer Heerschar an Kriegsvolk aus Pilsen heran. Auf dem Schlachtfeld angekommen drohte Tilly den Stadträten, dass er bei längerem Widerstand die Stadt vernichten und in einen Steinhaufen verwandeln würde. Um seinen Forderungen Nachdruck zu verleihen, ließ er sein stärkstes Geschütz, einen Vierundzwanzigpfünder, gegenüber der Stadt aufstellen. Sofort begann er mit dem Beschuss. Dieser wirkte, da bereits die erste Kugel den Rathaussaal traf, in dem die Ratsherren in diesem Augenblick tagten. Graf Tilly musste jedoch bald darauf den Beschuss einstellen lassen, da die Pulvervorräte des bayerischen und sächsischen Heeres erschöpft waren.
Graf Tilly bot daraufhin am 7. Mai 1621 Heinrich VIII. einen ehrenvollen Rückzug an, welchen dieser unter folgenden Bedingungen annahm: "Die Besatzung könne mit fliegenden Fahnen, brennenden Lunten und Kugeln im Munde abziehen. Die Besatzer dürfen 3 Monate nicht gegen Truppen der katholischen Liga kämpfen. Die Bagage solle dem Grafen von Ortenburg, seinen Offizieren und Soldaten verbleiben, samt erbeuteten Pferden, wozu die Wägen beigegeben werden um auch die Blessierten und Beschädigten fortzuschaffen." Tilly zog somit in die schwer zerschossene Stadt ein.
Am selben Tag traf Graf Mansfeld mit 8000 Mann bei Elbogen ein, jedoch zu spät, da die Übergabe der Stadt bereits stattgefunden hatte. Graf Heinrich VIII. hatte es dennoch geschafft sich ganze 94 Tage mit seinen wenigen Mannen erfolgreich gegen die feindliche Übermacht zu stellen.

### Schlacht bei Fleurus

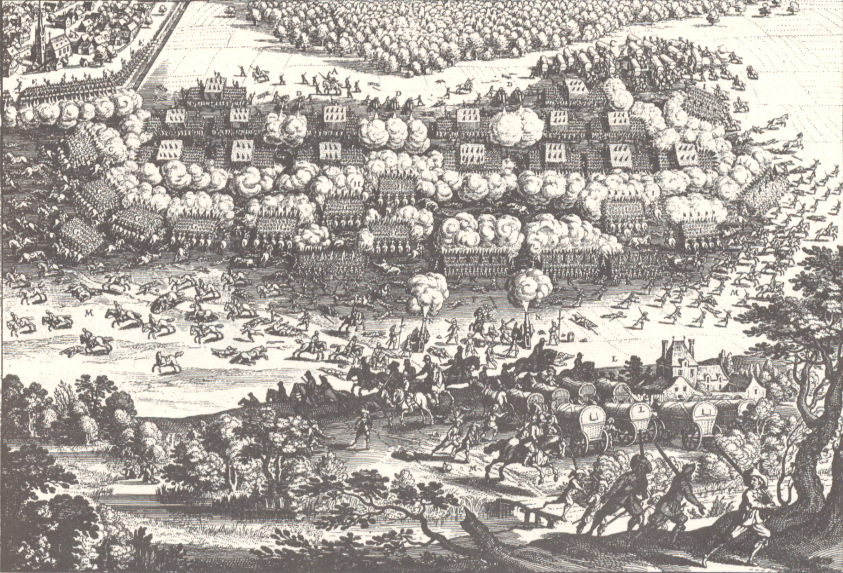
Schlacht bei Fleurus. Die letzte Schlacht Heinrichs VIII. Nachdem die Anführer des pfälzischen Heeres getötet und verwundet waren, flohen die führungslosen Truppen.

Heinrich VIII. war anscheinend kriegerische Tätigkeiten gewohnt, da er, nachdem er den ehrenvollen Rückzug in Elbogen angenommen hatte, mit anderen Heeresführern unter Mansfeld den Kriegsschauplatz in Böhmen verließ und in die Pfalz zog. Dort waren im August 1621 spanische Truppen unter General Gonzalo Fernández de Córdoba, auf Seiten der katholischen Liga, an den Rhein und darüber hinaus gelangt. General Córdoba ließ bereits Frankenthal bei Ludwigshafen belagern. Die Regierung in Heidelberg war daraufhin gezwungen zu handeln. Sie baten daraufhin Graf Mansfeld um Hilfe.
Graf Heinrich VIII. war inzwischen zum Befehlshaber der Leibgarde Mansfelds mit zehn Kornetts und 700 Pferden aufgestiegen. Mansfelds Heer in der Pfalz bestand aus sechs weiteren Heeresführern mit insgesamt 4600 Pferden sowie weiteren neun Regimentern Infanterie mit 20.000 Mann.
Am 14. Oktober sammelten und verstärkten sich die pfälzischen Truppen Mansfelds bei Mannheim. Der spanische General Córdoba sah sich gezwungen, die Belagerung abzubrechen und sich neu zu formieren. Nach dem Aufbruch der Pfälzer zog Córdoba des Nachts und im Morgengrauen heimlich ab. Da einige spanische Truppenverbände aber nicht abziehen wollten bzw. den Befehl zum Abzug noch nicht erhalten hatten, kam es im spanischen Heer, das sich auch um die Beute betrogen fühlte, zu Schießereien mit vielen Verwundeten und 500 – 1000 Toten. Der Abzug kam nur schleppend voran, da jeder Truppenverband der letzte sein wollte, der sich von Frankenthal entfernte. So erreichte die erste pfälzische Kavallerievorhut schließlich die Nachhut des spanischen Heeres; 100 Mann wurden getötet und 1000 Musketen erbeutet. Ebenso wurden ein Hauptmann, ein Fähnrich und ein Rheingraf gefangen genommen.
Die Spanier sammelten sich allerdings wieder und verschanzten sich bei Osthofen bei Worms. Es folgte eine wochenlange Kampfpause, welche Zeit für Nachschub an Militärgerät, Verpflegung und Tierfutter auf beiden Seiten bot. Die dort ansässige Bevölkerung hatte darunter sehr zu leiden. Kleinere Gefechte mit dem Feind blieben ohne große Auswirkungen.
Mit dem Einbruch des Winters im Jahre 1621 verharrten die Truppenverbände an ihren Stellungen. Der Winter führte zur Schwächung beider Heere durch Krankheiten und Erfrierungen. Allein das Heer Mansfelds soll auf 14.000 Mann geschrumpft sein.
Im Mai 1622 finden wir Graf Heinrich VIII. als Obrist zu Pferd der Leibgarde Mansfelds und als Befehlshaber von zehn Kompanien.
General Córdoba ließ im August 1622 die Stadt Bergen op Zoom in den Niederlanden belagern. Graf Mansfeld brach daraufhin mit seinem Heer zum Entsatz der belagerten Stadt auf. Am 28. August trafen die beiden feindliche Heere schließlich bei Fleurus nahe Namur, im heutigen Belgien, aufeinander.
Bereits um drei Uhr morgens begann am 29. August 1622 die Schlacht bei Fleurus. Zu Beginn konnten die Spanier zurückgeschlagen werden. Herzog Christian von Braunschweig-Wolfenbüttel, Herzog Friedrich von Sachsen-Weimar und Graf Heinrich VIII. von Ortenburg setzten ihnen daraufhin gemeinsam nach. Dabei erbeuteten sie viele Geschütze und zahlreiche Munition. Ebenso Geldwagen und die gesamte Kanzlei des spanischen Generals sowie fast das gesamte Beutegut des spanischen Heeres aus der Rheinlandpfalz.
Die pfälzische Armee hatte schon den Sieg vor Augen, doch das Kriegsgeschehen wendete sich. Die spanische Armee sammelte sich und umging die Flanken der ihnen nachgeeilten Pfälzer. Ein Rückzug von Herzog Christians Armee war somit unmöglich. Bis etwa zwei Uhr nachmittags gelang es dem pfälzischen Heer die spanischen Reihen an sechs Stellen zu durchbrechen und es sah danach aus, als ob sie die Schlacht erneut drehen könnten. Doch dann trafen weitere spanische Truppen ein, welche die Schlacht für die Spanier entschieden. Herzog Friedrich von Sachsen-Weimar starb während der Schlacht, Graf Heinrich VIII. stürzte tödlich verwundet vom Pferd und starb noch am selben Tag, Herzog Christian von Braunschweig wurde schwer verwundet und verlor seinen linken Arm. Ein Teil der pfälzischen Armee war nun führerlos und begann zu fliehen.
Allein 5000 bis 6000 Mann des gesamten Heeres von Graf Mansfeld wurden entweder getötet, verwundet oder gefangen genommen, während die Verluste auf spanischer Seite bei 300 Toten und 900 Verwundeten lagen. Trotz der Niederlage bei Fleurus gelang es Mansfeld die spanischen Reihen zu durchbrechen und den Belagerungsring um die Stadt Bergen op Zoom zu durchbrechen.
Auch wenn die protestantische Reichsgrafschaft Ortenburg aufgrund ihrer Lage im bayerischen Herzogtum dieses im Krieg durch Abgaben unterstützte, hatte Heinrich VIII. für seinen Glauben auf der Seite der Protestantischen Liga gekämpft und sein Leben dafür gelassen.

## Nachkommen
Heinrich VIII. war nicht verheiratet und verstarb kinderlos.